# Joseph Mélèze-Modrzejewski
Joseph Mélèze-Modrzejewski (* 8. März 1930 in Lublin als Józef Modrzejewski; † 30. Januar 2017 in Châtenay-Malabry) war ein französisch-polnischer Rechts- und Althistoriker sowie Papyrologe. Er hatte den Lehrstuhl für Papyrologie und Rechtsgeschichte der Antike an der École pratique des hautes études inne und lehrte als Professor für Alte Geschichte an der Université Paris 1 Panthéon-Sorbonne.

## Leben und Wirken
Mélèze-Modrzejewskis Vater war Manager einer Gasfirma und starb früh. Nach den Nürnberger Gesetzen wurde die Familie als jüdisch klassifiziert und überlebte den Holocaust nur dank der Hilfe des Vaters eines Freundes, der sie mit gefälschten Dokumenten ausstattete. Nach Ende des Zweiten Weltkriegs schloss er die Schule ab und studierte an der Universität Warschau zunächst Rechtswissenschaften, wandte sich dann aber der Papyrologie zu. Unter Betreuung von Rafał Taubenschlag, bei dem er auch als wissenschaftliche Hilfskraft arbeitete, wurde er dort 1957 promoviert. Während der sogenannten Tauwetter-Periode unter Władysław Gomułka erhielt er 1958 ein Stipendium der Ford Foundation für einen Studienaufenthalt in Paris. Diese Gelegenheit nutzte er, um zusammen mit seiner Partnerin, der Schauspielerin Lidia Serenin, dauerhaft nach Frankreich zu übersiedeln.
In Frankreich setzte er seine Studien bei Henri Lévy-Bruhl in der wirtschafts- und sozialwissenschaftlichen Sektion der École pratique des hautes études fort, deren Diplom er 1960 mit einer Abschlussarbeit über Privilegien der königlichen Staatskasse im ptolemäischen Ägypten erhielt. Zusätzlich erwarb er 1964 an der Universität Nancy das Diplôme d’études supérieures spécialisées in Rechtsgeschichte. Im selben Jahr erhielt er die französische Staatsbürgerschaft. Als ersten Namen wählte er Mélèze, die französische Übersetzung seines Geburtsnamens (deutsch „Lärche“). Mit einer Arbeit über Rechtsquellen im griechischen und römischen Ägypten (Loi et coutume dans l’Egypte grecque et romaine), betreut von Jean Gaudemet, promovierte er 1970 an der juristischen Fakultät der Universität von Paris (Sorbonne) zum zweiten Mal. Auf Basis mehrerer Schriften zu Recht und Gesellschaft Ägyptens in griechisch-römischer Zeit verlieh die geisteswissenschaftlichen Fakultät der Université Paris 1 Panthéon-Sorbonne (Claire Préaux und Claude Nicolet) Mélèze-Modrzejewski 1976 das doctorat d’État (entspricht etwa einer Habilitation).
Parallel zu diesen Qualifikationsarbeiten hatte Mélèze-Modrzejewski zunächst ein Forschungsstipendium des Centre national de la recherche scientifique (CNRS), dann lehrte er als wissenschaftlicher Assistent bzw. Dozent für antike Rechtsgeschichte an der Juristischen Fakultät von Paris, aus der 1970 die Universität Panthéon-Assas (Paris II) hervorging. 1967/68 übernahm er eine Vertretungsprofessur an der Philipps-Universität Marburg. Mélèze-Modrzejewski wurde 1972 als Nachfolger Roger Rémondons zum directeur d’études in der historisch-philologischen (IV.) Sektion der École pratique des hautes études gewählt, wo er bis 2004 den Lehrstuhl für Papyrologie und Rechtsgeschichte der Antike innehatte. Zusätzlich wurde er 1978 an der Université Paris 1 Panthéon-Sorbonne zum ordentlichen Professor für Alte Geschichte ernannt, wo er bis zu seiner Pensionierung 1999 lehrte.
Ab 1972 war er korrespondierendes Mitglied der Heidelberger Akademie der Wissenschaften, ab 1984 der Akademie von Athen, ab 1994 der Akademie von Krakau und ab 1997 der Akademie von Warschau. Zudem war er Gastprofessor der British Academy und seit 2002 Ehrendoktor der Universität Athen.
Mélèze-Modrzejewskis Forschungsschwerpunkte lagen vor allem in der hellenistischen und antik-griechischen Rechtsgeschichte und dem römischen Recht. Dies umfasste auch die Rechtsstruktur und den Umgang mit Minderheiten Ägyptens in der ptolemäischen und römischen Zeit, wozu er einen rechtspluralistischen Standpunkt vertrat. Sein Betätigungsfeld erstreckte sich lokal auch auf andere Gebiete des Hellenismus und des östlichen Mittelmeerraumes. Ferner widmete er sich den antiken griechischen Inschriften bis hin zu den Papyri der byzantinischen Epoche. Thematisch befasste er sich stark mit dem griechischen Familien- und Eherecht sowie dem Grundeigentumsrecht. Insgesamt stammen über 400 wissenschaftliche Beiträge aus seiner Feder.

## Schriften (Auswahl)
- Actes de Colloque 1973 sur l’esclavage. Paris 1976.
- Droit impérial et traditions locales dans l’Égypte romaine. Éditions Variorum, Aldershot 1990.
- Statut personnel et liens de famille dans les droits de l’Antiquité. Éditions Variorum, Aldershot 1993.
- Les Juifs d’Égypte, de Ramsès II à Hadrien. Paris 1991.
- Le Troisième Livre des Maccabées. Paris 2008.
- Droits et justice dans le monde grec et hellénistique. Warschau 2011.
- Le droit grec après Alexandre. Paris 2012.
- Loi et coutume dans l’Ègypte grecque et romaine. Warschau 2014.